# Carlo Nero
Pour les articles homonymes, voir Nero.
Carlo Gabriel Nero (né le 16 septembre 1969  à Londres) est un scénariste et réalisateur italo-britannique.

## Biographie
Carlo Nero est le fils de Vanessa Redgrave et Franco Nero et le demi-frère de Natasha Richardson et Joely Richardson et le petit-fils de Michael Redgrave et Rachel Kempson et le petit-fils de Bernard et Anne Nero.
En 1980, pour son unique apparition comme acteur au cinéma, il donne la réplique à son père dans le néo-polar Cobra (Il giorno del cobra) d'Enzo G. Castellari.

## Filmographie

### Réalisateur
- 1996 : Larry's Visit (court-métrage)
- 1999 : Uninvited
- 2004 : The Fever

### Scénariste
- 1996 : Larry's Visit (court-métrage)
- 1997 : Il tocco : La sfida
- 1999 : Uninvited
- 2004 : The Fever

### Acteur
- 1980 : Cobra (Il giorno del cobra) d'Enzo G. Castellari